# Кастильо Солорсано, Алонсо де
Алонсо де Кастильо Солорсано (исп. Alonso de Castillo Solórzano; 1584, Тордесильяс, Вальядолид — ок. 1648, Сарагосса или Палермо) — испанский писатель

 и драматург эпохи барокко, представитель Золотого века Испании .

## Биография
Родился в семье придворного. Старинный дворянский род, к которому принадлежал Кастильо Солорсано, к XVII веку оскудел, и писатель вынужден был в течение всей своей жизни сочетать литературный труд со служением различным знатным господам.
Автор литературы различных жанров, таких как роман, поэзия, комедия, драма, сборников новелл и даже история, известен, прежде всего, своими плутовскими романами.
Он рано обратился к литературной деятельности и был весьма плодовит.

## Произведения
Плутовские романы
- «Мадридские гарпии» (1631);
- «Плутовка Тереса с Мансанареса» (1632);
- «Похождения бакалавра Трапасы» (1637);
- «Севильская Куница, или Удочка для кошельков» (1642).

Сборники новелл
- «Занимательные вечера» (1625);
- «Веселые дни» (1626);
- «Ночи удовольствий» (1631).